# شيلبي جوردن
شيلبي جوردن (بالإنجليزية: Shelby Jordan)‏ هو لاعب كرة قدم أمريكية أمريكي، ولد في 23 يناير 1952 في سانت لويس الشرقية ‏ في الولايات المتحدة.

## وصلات خارجية
- شيلبي جوردن على موقع مرجع كرة القدم المحترفة.كوم (الإنجليزية)